# Karmel Volta
Karmel Volta (ur. w 1803 w El Real de Gandia; zm. 10 lipca 1860 w Damaszku) – hiszpański franciszkanin, męczennik, Święty Kościoła katolickiego.

## Życiorys
Pochodził z religijnej rodziny. W 1825 roku, mając 22 lata wstąpił do zakonu Braci Mniejszych. Został mianowany proboszczem parafii św. Jana Chrzciciela w Ain-Karem koło Jerozolimy. Został zamordowany 10 lipca 1860 roku.
Został beatyfikowany przez papieża Piusa XI w dniu 10 października 1926 roku. Kanonizacji dokonał 20 października 2024  roku papież Franciszek. 